# Reforma Athletic Club
Reforma Athletic Club é um clube de futebol mexicano fundado em 1894, localizado na Cidade do México, que jogou no Campeonato Mexicano de Futebol antes da profissionalização do futebol no país durante a década de 1900 a 1920. Tinha como cores azul e branco.
Além do futebol, Reforma reúne diversas atividades como: ginástica, balé, basquete, boxe, críquete, dança, karatê, raquetebol, nado, tênis, hidroginástica, ioga e zumba.

## História
O clube foi fundado em 1894 por um grupo de imigrantes ingleses. Os membros do clube praticavam críquete, e outros esportes, e veio a tradição de tomar chá toda tarde as 5 horas. 
Em 1901 os jogadores James Walker, A.J. Campbell, T.R. Phillips, A.T. Drysdale, F. Robertson e E.W. Jackson. Eles jogavam partidas amistosas contra clubes locais de origem britânica representando seus nações.
Em 1902 o clube participa de sua primeira competição de futebol a Liga Mexicana Amateur de Asociación Foot-Ball na Cidade do México. Os clubes que participaram foram: Orizaba Athletic Club, Pachuca Athletic Club, Reforma Athletic Club, Mexico Cricket Club e British Club. Foi a primeira competição organizada no México.
Antes da primeira partida na nova liga, jogou diversos amistosos contra o Pachuca Athletic Club para unir os clubes de descendência inglesa no México. O clube perdeu na estreia da liga em 19 de outubro de 1902 contra o Orizaba Athletic Club (que seria campeão ao final da competição) em Orizaba, Veracruz por 2 a 0.
Em 1906, o Reforma Athletic Club venceu a liga pela primeira vez. É conquistou novamente em 1907, 1909, 1910, 1911 e 1912.
Em 1914 o clube sofreu um desmanche devido a maioria dos jogadores terem que voltar a Europa por causa da Primeira Guerra Mundial. Muitos jogadores decidiram voltar a sua terra natal para defender seu país. 
Em 1920 o clube foi revivido, com jogadores eram mexicanos que tinham algum parentesco britânico, junto com os jogadores que retornaram da guerra. 
No dia 6 de julho de 1924 fez sua ultima partida na liga, perdendo para o Club de Fútbol Aurrerá por 1 a 0
O clube novamente foi revivido em 1948 é foi um dos fundadores da Liga Interclubes de Fútbol Soccer Amateur junto com os clubes (Tecaya, Canarios, Deportivo Chapultepec, Tiburones, Titingo, Osos e Lusitania). O Reforma ainda participa da liga.

## Títulos
Liga Mexicana
- 1905-06, 1906-07, 1908-09, 1909-10, 1910-11, 1911-12

 Copa México
- 1908-09, 1909-10

## Ligações Externas
- Site Oficial